# Bagdad (Wyrzysk)
Bagdad ist eine Siedlung der Stadt-und-Land-Gemeinde Wyrzysk im Powiat Pilski der Woiwodschaft Großpolen, Polen. Sie liegt etwa 4 km nordöstlich des Ortes Wyrzysk (deutsch Wirsitz), 39 km östlich von Piła (Schneidemühl) und 90 km nördlich der Woiwodschafts-Hauptstadt Posen. Im Jahr 2006 hatte Bagdad 120 Einwohner.

## Geschichte
Vor dem Zweiten Weltkrieg war Bagdad ein Gut mit Herrenhaus im neugotischen Baustil. Besitzer war der polnische Politiker Mieczysław Chłapowski. Auf dem Gut befindet sich seit dem 20. Jahrhundert ein Gestüt.
Von 1975 bis 1998 gehörten Siedlung und Gemeinde zur Woiwodschaft Piła.